# Aleksander Majkowski
Aleksander Majkòwsczi (17 juillet 1876 à Berent en Prusse-Occidentale - 10 février 1938 à Gdynia) est un écrivain, poète, journaliste cachoube qui employait le dialecte cachoube de Koscierzyna-Lipusz, district d’où il était originaire. Son plus grand mérite fut la création en 1908 de Gryf, le périodique cachoube. Il écrivit aussi le seul roman cachoube d’avant-guerre, en 1938, Żëcé i przigodë Remusa. Zvjercadło kaszubskji (notice de la BnF).